# Tropatepine
Tropatepine (tên thương hiệu Lepticur) là một thuốc kháng cholinergic được sử dụng như một tác nhân chống ký sinh trùng.